# Lobelia dioica
Lobelia dioica är en klockväxtart som beskrevs av Robert Brown. Lobelia dioica ingår i släktet lobelior, och familjen klockväxter. Inga underarter finns listade i Catalogue of Life.